# Holmer
Holmer – wieś w Anglii, w hrabstwie Herefordshire. W 1961 roku civil parish liczyła 954 mieszkańców. Holmer jest wspomniana w Domesday Book (1086) jako Holemere.